# Angelo Dell'Acqua
Pour les articles homonymes, voir Dellacqua.
Angelo Dell’Acqua, né le 9 décembre 1903 et décédé le 27 août 1972, est un prélat catholique italien, vicaire général de Rome, et l'un des plus proches collaborateurs de Pie XII et de Paul VI.

## Biographie

### Jeunesse
Angelo Dell'Acqua nait à Milan, il est le fils de Giovanni Dell'Acqua et de son épouse Giuseppina Varalli. Il étudie aux séminaires de Monza et de Milan (obtenant dans le second un doctorat en théologie), et à l'Université pontificale grégorienne de Rome, où il devient docteur en droit canonique.

### Prêtre
Après avoir reçu le diaconat le 19 décembre 1925, il est ordonné prêtre par le cardinal Eugenio Tosi le 9 mai 1926. Il commence son ministère pastoral à Milan, où il est secrétaire privé de l'archevêque de 1928 à 1929. Après avoir terminé ses études en 1931, il est élevé au rang de chambellan privé de Pie XI le 19 décembre de la même année. Il est secrétaire de la délégation apostolique en Turquie et en Grèce de 1931 à 1935. Il travaille ensuite comme recteur du Collège pontifical roumain à Rome jusqu'en 1938, et c'est au cours de cette période qu'il est nommé prélat domestique du pape le 15 juin 1936.
En 1938, il entre à la curie romaine pour travailler à la secrétairerie d'État, tout en exerçant une activité pastorale à Rome jusqu'en 1950. 

### Face à la Shoah
Pendant la Seconde Guerre mondiale, il a pour mission quotidienne d'assurer l'aide du Vatican aux Juifs en Europe. En effet, Pie XII lui a confié le rôle d’expert en questions juives au Vatican. Or sa production écrite dans l’exercice de ces fonctions, telle qu’elle est apparue au dépouillement des archives pontificales, est empreinte de forts préjugés antisémites. Par exemple, Hubert Wolf montre que Dell'Acqua avait mis en doute des informations sur l'assassinat des Juifs européens en 1942. Entre autres, Dell'Acqua refuse de croire les rapports envoyés par l'archevêque ukrainien grec-catholique André Cheptytsky pour alerter le Vatican sur la Shoah par balles : il déclare à cette occasion que « les Juifs exagèrent facilement » et que les catholiques orientaux « ne sont pas un modèle d'honnêteté ».
À l'automne 1943, lors des opérations allemandes contre les Juifs de Rome, il se plaint dans une note interne que le sort des Juifs italiens occupe trop de place dans son travail à la secrétairerie d'État. Après des entretiens avec le « sauveur des Juifs » le père Marie-Benoît, Dell'Acqua écrit le 20 novembre 1943 : « J'ai exhorté à plusieurs reprises (et la dernière fois très clairement) le Père Marie-Benoît à faire preuve de plus de prudence dans son souci des Juifs... Malheureusement, il ne semble pas vouloir écouter les humbles conseils qu'on lui donne. » De fait, le père Marie-Benoît ne s'est pas embarrassé des remontrances de Dell'Acqua et a continué à sauver des Juifs.
Par la suite, il est fait sous-secrétaire adjoint de la Congrégation des affaires ecclésiastiques extraordinaires (28 août 1950), substitut du secrétaire d'État pour les affaires ecclésiastiques (17 février 1953) et substitut du cardinal secrétaire d'État (1er novembre 1954).

### Évêque
Le 14 décembre 1958, il est nommé archevêque titulaire (ou in partibus) de Chalcédoine (de) par Jean XXIII, dont il reçoit la consécration épiscopale le 27 décembre, le pape étant assisté des évêques Girolamo Bortignon, OFM Cap., et Gioacchino Muccin en tant que coconsécrateurs. De 1962 à 1965 il participe au IIe concile œcuménique du Vatican.

### Cardinal
Paul VI le crée cardinal avec le titre de cardinal-prêtre de Saint-Ambroise et Saint-Charles lors du consistoire du 26 juin 1967, avant sa nomination comme premier président de la préfecture pour les affaires économiques du Saint-Siège le 23 septembre de la même année. Il est nommé vicaire général de Rome, ce qui fait de lui l'évêque officieux de Rome (agissant comme tel à la place du pape), et il représente Paul VI aux obsèques du sénateur Robert Kennedy le 8 juin 1968. Le même mois il est reçu docteur honoris causa de l'université Loyola, de l'université de Chicago et de l'université Fordham. Il est également un ami intime du cardinal Giacomo Lercaro.
À l'âge de 68 ans il succombe brusquement à une crise cardiaque, à l'entrée de la basilique Notre-Dame-du-Rosaire de Lourdes, au cours d'un pèlerinage. D'abord enterrés dans la sépulture de famille au cimetière de Sesto Calende, ses restes sont transférés le 31 août 1997 à l'église paroissiale de Sesto Calende elle-même, où il a été ordonné prêtre.

## Succession apostolique
Angelo Dell'Acqua a ordonné les évêques suivants :
- Évêque Guglielmo Giaquinta (it) (1968)
- Évêque Daniele Ferrari (it) (1970)
- Évêque Biagio Vittorio Terrinoni (de), O.F.M.Cap. (1971)
- Archevêque Remigio Ragonesi (it) (1971)

## Dans la fiction
- 2002 : Jean XXIII : le pape du peuple, film de Giorgio Capitani, joué par Roberto Accornero.